# Ole Poulsen
Ole Poulsen est un skipper danois né le 16 décembre 1941.

## Carrière
Ole Poulsen obtient une médaille d'or dans la catégorie des Dragon des Jeux olympiques d'été de 1964 à Tokyo. En 1965, il devient également champion du monde dans la même catégorie de voiliers.